# Tifoseria dell'ACF Fiorentina

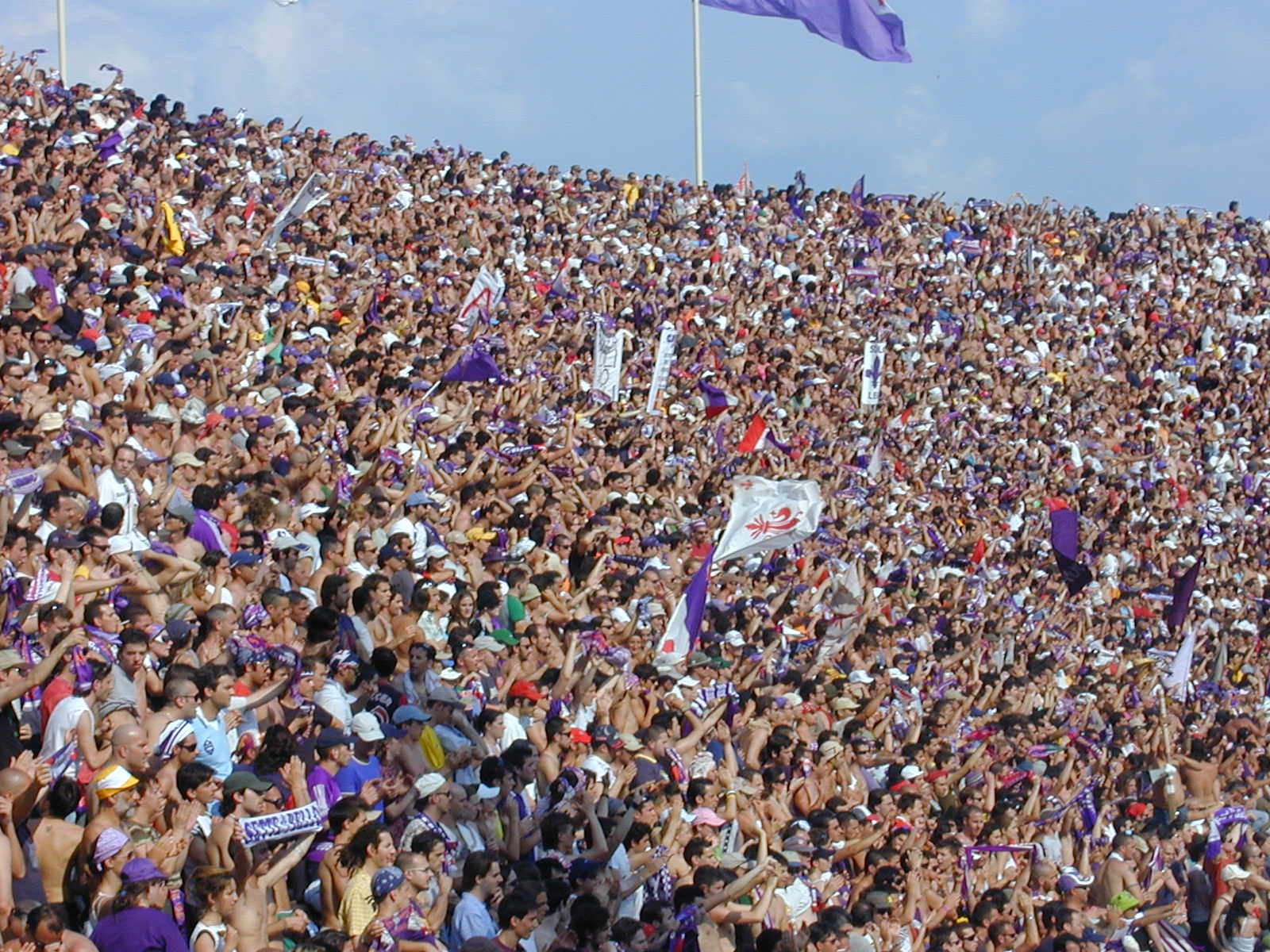
Tifosi della Fiorentina in Curva Fiesole.

Nella presente pagina sono riportate informazioni sui tifosi dell'ACF Fiorentina, società calcistica italiana con sede a Firenze.

## Composizione demografica
In ambito nazionale, secondo la ricerca multiclient annuale "Sponsor Value", realizzata dal 2001 da StageUp e Ipsos su un campione di riferimento nella popolazione italiana di età compresa tra 16 e 64 anni, al 2023 la Fiorentina risultava essere la settima squadra di Serie A più tifata d'Italia, potendo contare su un seguito stimato in circa 639 000 tifosi; i viola rispetto al quadriennio precedente dell'indagine "Sponsor Value" risultano avere in linea di massima la stessa base di tifosi (621 mila nel 2022, 566 mila nel 2021, 631 mila nel 2020 e 673 mila nel 2019).
Sempre in Italia, in base ai sondaggi condotti dalla società "Demos & Pi" sul tifo calcistico e sportivo degli italiani, pubblicati sul quotidiano la Repubblica e realizzati quasi annualmente nel periodo compreso tra il 2005 e il 2024, ogni qualvolta la Fiorentina è stata presa in esame le è stata attribuita, nel Paese, in media una percentuale di tifoseria di circa il 2/3% tra coloro che seguono il calcio; l'ultima rilevazione, nel 2016, le attribuiva appunto il 2% di tifosi mentre quella con il valore più alto è stata nel 2011 (3,50%) e quella con il valore più basso si è avuta, con il 2%, nel già citato 2016 e nel 2015. Sempre per "Demos & Pi", nel 2023 i sostenitori della Fiorentina erano distribuiti soprattutto in una delle cinque regioni geografiche dell'Italia esaminate, risultando la terza squadra più tifata nel Centro-nord (8% nelle regioni Emilia-Romagna, Toscana, Umbria e Marche, dietro la Juventus e l'Inter).

### Identità

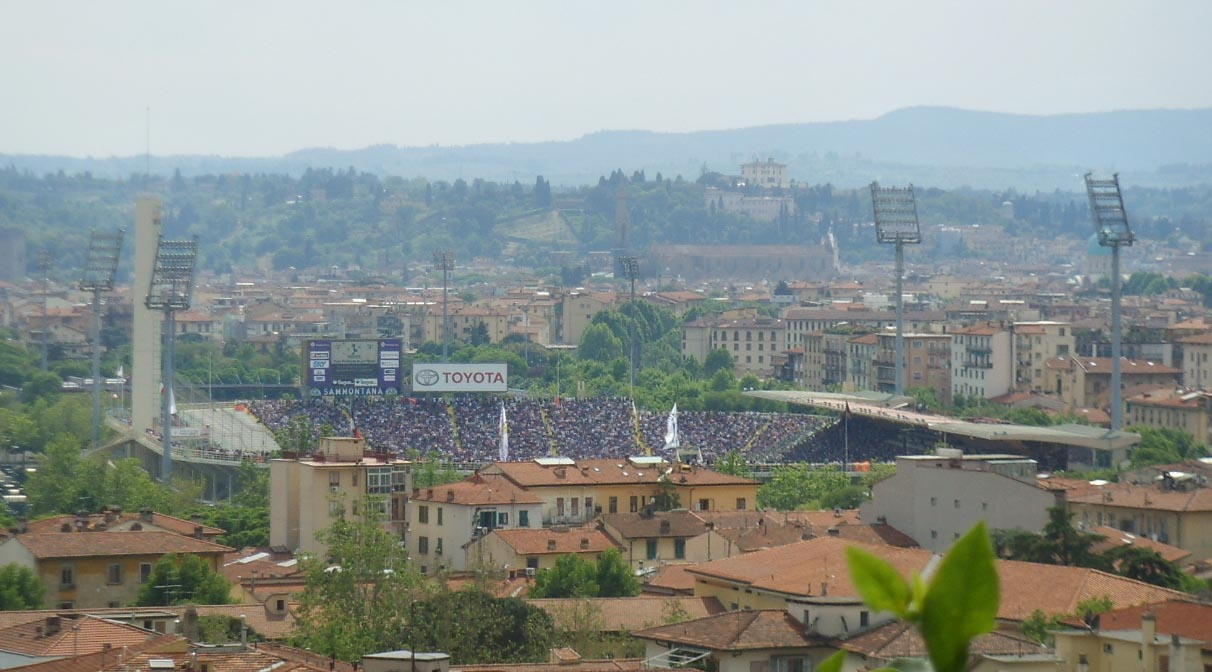
Tifosi in curva Ferrovia e nella tribuna coperta durante Fiorentina-Parma dell'11 maggio 2008.

Il tifo della Fiorentina è stato analizzato da un gruppo di ricercatori che prendendo in esame gli striscioni esposti dagli ultras viola ne ha ricostruito le implicazioni identitarie. Emerge nel caso dei tifosi viola un legame Firenze-Fiorentina vissuto nelle sue connotazioni storico-culturali. Il calcio viene concepito dai tifosi viola come evento che travalica la performance sportiva e affonda le sue radici nell'identità della città; ciò comporta il fatto che l'evento sportivo divenga cosa molto sentita: se vince la squadra vince Firenze, in caso di sconfitta perde Firenze. Emerge la figura del cittadino–tifoso che avverte e manifesta il forte orgoglio di vivere Firenze ed il privilegio di tifare la Fiorentina all'interno di un unico spazio identitario squadra-città.
Nel caso dei tifosi viola si assiste anche alla trasposizione del calciatore da atleta moderno a calciante del calcio storico e la partita diviene uno spazio eroico per la tradizione della città: eroi i calciatori–calcianti ed eroi i cittadini–tifosi uniti nel nome del primato di Firenze–Fiorentina. Per gli ultras della Fiorentina il calciatore della propria squadra deve sempre dare il massimo, non solo come atleta, ma perché egli diventa il calciante del 1530 che gioca e lotta per la città di Firenze. A tutti gli effetti gli Ultras viola si inseriscono in un continuum "io-tifoso" ed "io-cittadino" nel quale il binomio Firenze-Fiorentina è percepito come un'unità costruita sulla fierezza, l'orgoglio, la storia e la tradizione cittadina. Firenze, durante il Medioevo era la città del guelfismo e tutt'oggi, nelle curve Fiesole e Ferrovia, ritroviamo striscioni inneggianti al guelfismo, segno di un'appartenenza verso lo splendore della Firenze medioevale, che i tifosi viola si portano da sempre nel cuore.

## Orientamento politico
La tifoseria della Fiorentina ha sempre rifiutato la politica: "né di sinistra né di destra" è sempre stato il motto delle due curve viola; i Viola Club della Curva Fiesole infatti, sin dagli anni '70, hanno una condotta non politicizzata e completamente apartitica, questo modo di intendere il tifo fu fortemente voluto da Stefano Biagini e da allora è condiviso dalla quasi totale maggioranza dei tifosi. Sono testimonianza di ciò le amicizie con curve dagli orientamenti politici opposti, come dimostra il gemellaggio col Verona. Nonostante la suddetta neutralità, il coro Undici maglie viola è una reinterpretazione di Avanti ragazzi di Buda il cui scopo è esprimere il caratteristico attaccamento alla maglia.
Tra il 1993 e l'immediato post-calciopoli, i tifosi erano ideologicamente caratterizzati da un acceso sentimento "anti poteri forti", specialmente nei confronti di UEFA e FIGC, oltre alle tre big, andato poi scemando.
Nella stagione 2023-2024 sono accadute due eccezioni con risonanza mediatica. Il 24 settembre 2023 Giovanni Malagò aveva imposto un minuto di silenzio a causa del decesso di Giorgio Napolitano per le restanti partite, compresa Udinese-Fiorentina. L'intero stadio Friuli ha bersagliato di fischi furiosi l'immagine dell'emerito capo di Stato, mentre i tifosi gigliati nel settore ospiti, per sottolineare la loro assoluta apoliticità, hanno cantato "Libertà per gli ultrà"; entrambe le società sono state multate per 5.000 euro.
Il 14 marzo 2024, al termine di Fiorentina-Maccabi Haifa (ritorno degli ottavi di Conference League), una Curva Fiesole poco affollata a causa di restrizioni per via del conflitto in corso a Gaza, ha esposto bandiere palestinesi e intonato cori contro gli israeliani in campo e nel settore ospiti; a fine partita, l'intera panchina della squadra ospite ha intenzionalmente provocato la Fiesole nonostante le raccomandazioni degli steward.

## Spettatori
La tifoseria viola contribuisce ad una percentuale di riempimento dello Stadio Artemio Franchi, durante le gare casalinghe della Fiorentina, pari al 68,63% nella stagione 2023-2024. La migliore media di pubblico stagionale per la squadra, in campionato, fu registrata nell'annata 1981-1982, stagione in cui la Fiorentina lottò per lo scudetto fino all'ultima giornata, quando vi fu una presenza media di 47 660 spettatori per gara. I tifosi gigliati hanno invece fatto segnare il primato di abbonamenti stagionali in campionato per il club, acquistando 32 620 tessere, nella stagione 1996-1997, annata successiva alla conquista della quinta Coppa Italia e della prima Supercoppa italiana da parte del club.
Il record assoluto di spettatori per un incontro casalingo del club fu registrato il 25 novembre 1984, per Fiorentina-Inter, con 58 271 paganti allo Stadio Artemio Franchi di Firenze.

## Fan club
I primi tifosi viola cominciarono ad unirsi nella prima metà degli anni sessanta, con la nascita di alcuni Viola Club come il Vieusseux, il 7bello e il Amici Viola Sesto, tuttora presenti nella Fiesole; nel 1965 venne costituito il Centro di Coordinamento dei Viola Club.

## Tifoseria organizzata

La tifoseria della Fiorentina negli anni '70

Il tifo viola organizzato nasce nel 1931 quando viene fondato l'Ordine del Marzocco, gruppo caldo e appassionato che sosterrà la Fiorentina per diversi anni seguendola in quasi tutti i principali stadi italiani.
Il nucleo storico della tifoseria viola è la Curva Fiesole, dove si trovano la maggior parte dei gruppi collettivi e dei Viola club; alcuni ultras tuttavia occupano la curva Ferrovia, in particolare negli anni della presidenza Cecchi Gori. Le due curve, fin dal 1965, mantengono una forte tradizione della Firenze medioevale, in quanto sono presenti molti striscioni che fanno riferimento alla Firenze Guelfa.

### Ultras Viola (1973-1983)
Il più noto gruppo della Fiesole è stato quello degli Ultras Viola. Fondati nel 1973 da Stefano Biagini detto "il Pompa", leader carismatico del tifo fiorentino per lunghi anni. Il gruppo nacque per via della necessità di un collettivo di organizzatori che unissero gli spalti a seguito di una tumultuosa trasferta al Marassi rossoblù; la loro pezza esordì in Curva Fiesole nel gennaio 1974. Nell'annata 1975-76 avvennero numerose contestazioni, tra le quali il bersagliamento dei giocatori comaschi e l'arresto di quattro ultras nella Torino bianconera che costò ai suddetti la radiazione dal Centro di Coordinamento. Proprio il Pompa, si rese protagonista di un gesto storico nel 1976: durante la trasferta a Verona uscì dal settore ospiti, "prese in prestito" un motorino e fece irruzione nell'allora già temutissima Curva Sud, che lo esaltò. Due anni dopo le due curve strinsero un solido gemellaggio mai sopitosi.
Il 18 dicembre 1983 ebbero luogo turbolenti scontri con i tifosi romanisti, rei di compiere razzie e danni ovunque la notte prima della gara; 400 viola fecero "ronda" a caccia di vandali giallorossi che però arrivarono in pochi e senza bandiere. Si registrarono 14 feriti e 7 accoltellati tra i capitolini, tanto che la sera stessa il presidente degli Ultras Viola e altri 12 membri vengono arrestati per un mese, Natale compreso; a seguito di tali eventi gli Ultras Viola furono costretti a sciogliersi e ad Avellino non esposero nulla.

### Collettivo Autonomo Viola (1978-2011)
Nella primavera del 1978, durante la riunione settimanale dei gruppi organizzati, un'ala di Ultras Viola si separò per insoddisfazione nei confronti del direttivo e nacque lo storico gruppo del Collettivo Autonomo Viola (spesso abbreviato in "C.A.V.") che prese il comando della Fiesole nel 1986. Il Collettivo fu l'indiscusso gruppo di riferimento del tifo fiorentino per tutta l'era Pontello; saranno proprio gli anni '80 il periodo in cui la rivalità verso la Juventus toccherà il vertice, complice la pazza corsa scudetto del 1981-82. Si formò inoltre il sottogruppo "Alcool Campi", che fu costretto allo scioglimento dopo il famigerato assalto al treno dei tifosi bolognesi nel 1989. Durante il cammino europeo 1989-90 vi furono dissapori con i tifosi dell'Atlético Madrid e all'intervallo della semifinale di ritorno, alcuni tifosi invasero il campo finendo per spintonare il portiere del Werder Brema e il Curi di Perugia (casa temporanea della squadra per le ristrutturazioni del "Franchi" in vista dei mondiali) venne squalificato dalla UEFA, che scelse il Partenio di Avellino per la finale di ritorno (3-1, 0-0 per la Juve). Il giorno dopo la finale, Flavio Pontello annunciò l'immediata cessione di Baggio alla Juve e i tifosi viola, già adirati per la controversa finale disputata in un "feudo sabaudo", scesero in piazza a protestare; nelle ore successive scatenarono una feroce guerriglia urbana che costrinse Pontello a cedere la società.

Coreografia dei tifosi della Fiorentina situati in Curva Fiesole prima di Fiorentina-Juventus del 6 aprile 1991, rappresentante lo skyline di Firenze

Quando nel 1991 le Brigate Gialloblù veronesi si autosciolsero a pochi giorni dal ventesimo anniversario, il Collettivo allestì in Curva Fiesole una coreografia gialloblù che rimase nella mente di entrambe le fazioni. L'anno dopo, i tifosi del Milan dedicarono una pezza allo scomparso Pompa e il C.A.V. subì il furto dello striscione da trasferta nel Marassi blucerchiato; di conseguenza il gemellaggio con la Sampdoria venne sciolto. Nel corso dello stesso decennio, oltre all'atroce retrocessione del 1993 e l'arrivo di Vittorio Cecchi Gori, rimase memorabile la coppa nazionale vinta nel 1996. Sempre nel 1993 si formò il gruppo dei "Marasma", tuttora esistente. La stagione 2001-2 fu l'anno più buio della squadra: benché fosse detentrice della Coppa Italia, a poche giornate dal termine retrocesse matematicamente e venne esclusa dai professionisti per bancarotta.
Le curve del Franchi rimasero a sostenere la squadra anche in occasione della rifondazione ad opera dei Della Valle e la conseguente ripartenza dall'allora Serie C2. All'ultima giornata del campionato 2005-6, in occasione della trasferta al Bentegodi Clivense, ai viola si unirono in Curva Sud un migliaio di scaligeri che poterono assistere all'affermazione dei gigliati per 0-2 e conseguente qualificazione in Champions League. Lo scandalo calciopoli escluse la Fiorentina dalle coppe europee a causa della revoca di 30 punti, tanto che un migliaio di persone protestò bloccando decine di treni a Campo di Marte, con due feriti e trenta denunciati. Il 5 febbraio 2011, in concomitanza dell'ennesimo cambio generazionale e l'obbligo di sottoscrivere la tessera del tifoso, il Collettivo si sciolse con un comunicato ufficiale, essendo ormai la minoranza favorevole alle nuove norme.

### Unonoveduesei (2011-presente)

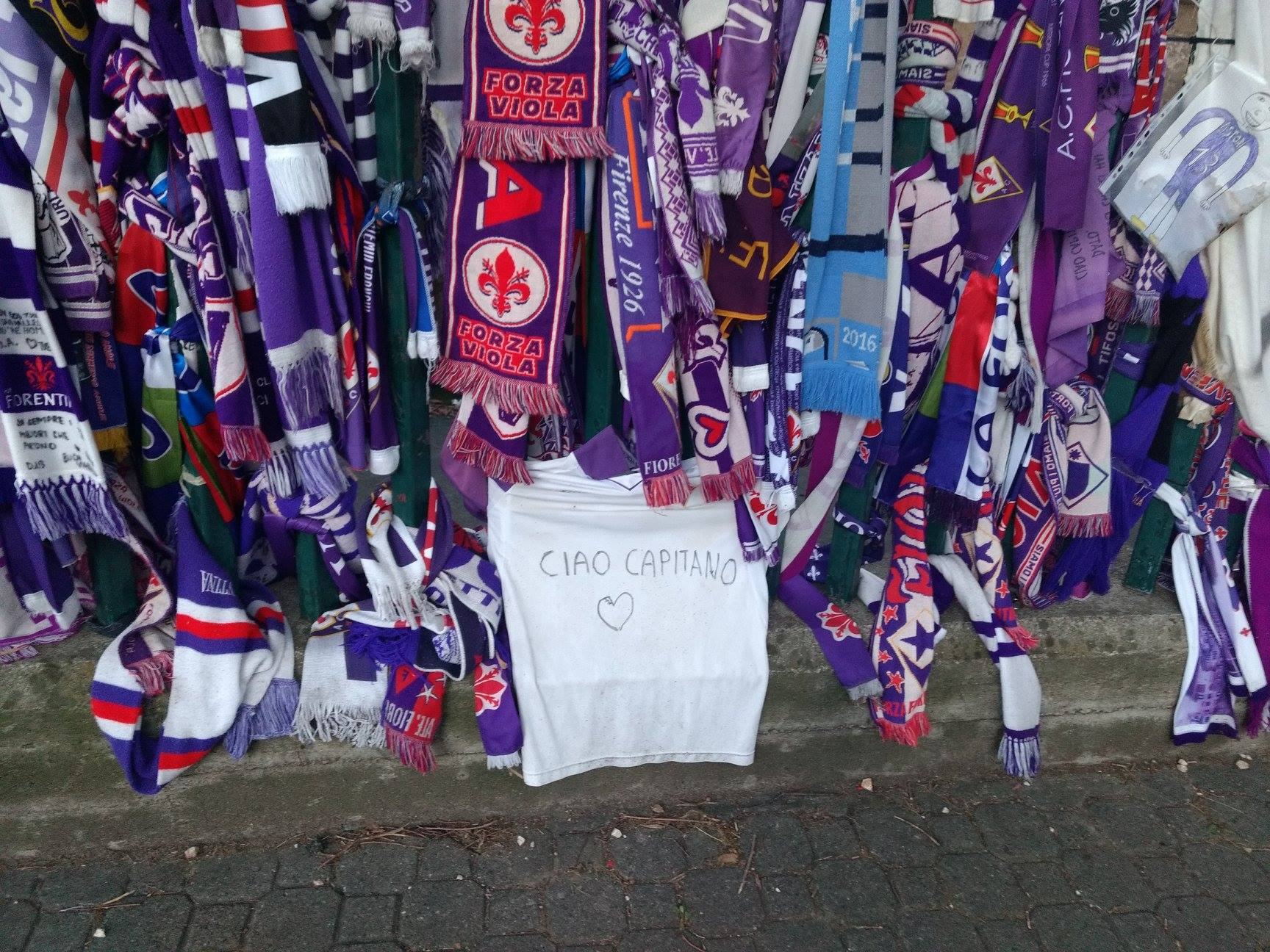
Striscioni, disegni, foto e sciarpe lasciate dai tifosi in ricordo di Davide Astori legate ai cancelli dello stadio Artemio Franchi.

In seguito all'autoscioglimento del longevo Collettivo, si formò il gruppo Unonoveduesei, che prese in mano le redini delle due Curve del Franchi. Il 4 marzo 2018 la squadra subì un grave lutto, il decesso del capitano Davide Astori. Alle sue esequie parteciparono l'intera società, i compagni di squadra della Nazionale e migliaia di tifosi, oltre a numerosi messaggi di cordoglio. Da allora, la società è solita osservare un minuto di silenzio al tredicesimo minuto della partita casalinga più vicina all'anniversario della sua scomparsa e ad ogni incontro con il Cagliari, in onore del suo numero di maglia, ritirato da entrambe.
Quando nell'estate 2019 la società fu acquistata dall'imprenditore italoamericano Rocco Commisso, questi annunciò la costruzione di un centro di allenamento, il Viola Park, completato nel 2023; tra le varie strutture del complesso vi sono due stadi, intitolati Curva Fiesole (3 000 posti) e Davide Astori (1 500 posti). Per una tragica coincidenza, a fine marzo 2024 scompare il direttore generale Joe Barone, per il quale fu rinviata la partita contro l'Atalanta.
I tanto attesi lavori di ricostruzione del Franchi vengono annunciati nel 2022 e iniziano durante l'estate 2024; a causa di ciò, i gruppi organizzati della Fiesole sono costretti a spostarsi in Curva Ferrovia, vicino al settore ospiti.

### Cronologia
1965 - Nascita del Club Vieusseux
1965 - Nascita del Club Amici Viola Sesto
1965 - Nascita del Club 7bello
1973 - Nascita degli Ultras Viola
1978 - Nascita del Collettivo Autonomo Viola
1983 - Scioglimento degli Ultras Viola
1989 - Nascita dei Quinto
1993 - Nascita della Vecchia Guardia
1993 - Nascita del Marasma
2003 - Scioglimento della Vecchia Guardia
2011 - Scioglimento del Collettivo Autonomo Viola
2011 - Nascita degli Unonoveduesei
2012 - Nascita Quelli di sempre
2013 - Nascita dei Pride of Florence

## Gemellaggi e rivalità

### Gemellaggi e amicizie estere
- Verona: il gemellaggio più sentito dalla tifoseria viola è quello con gli scaligeri; viene infatti considerato quello per antonomasia da entrambe le parti. Risale al 1976 ed attivo ancora oggi da parte di entrambe le tifoserie, come testimoniano le innumerevoli visite reciproche anche per motivi non calcistici,[25] tanto da essere uno dei più famosi nel panorama del tifo calcistico nazionale.

- Torino: quello con i granata è il legame più antico; nacque infatti nel 1969 per la comune rivalità anti-juventina e la vicinanza della società viola a quella granata dopo la tragedia di Superga.[30][45]

- Catanzaro: il gemellaggio con i giallorossi[46] è nato agli inizi degli anni ottanta, subito dopo il secondo posto dei Viola nel campionato 1981-82; il Catanzaro ospitava la Juventus nella partita decisiva per l'assegnazione dello scudetto e l'accoglienza dei tifosi calabresi ai bianconeri accentuò il legame con i tifosi fiorentini.[45] Inoltre, all'epoca, molti calabresi, che frequentavano l'Università di Firenze, simpatizzavano per la squadra viola e spesso andavano allo stadio a tifare.[45]

- Sporting Lisbona: l'amicizia del viola club Settebello con i tifosi bianco-verdi dello Sporting Lisbona, nato nel 1996, venne esteso a tutta la curva Fiesole in seguito all'incontro di Champions League del 2009.[47]

- Újpest: dopo un'amichevole nel 1928 con l'Újpesti TE, all'allora presidente Luigi Ridolfi piacque così tanto la divisa viola degli ungheresi sul verde del campo che decise di adottare tale tinta unita al posto della partitura biancorossa in uso.[48][49] Successivamente, in occasione della sfida di Champions League del 2009 fra il Debrecen e la Fiorentina c'è stato il primo atto di amicizia tra il gruppo di tifosi Ultra Viola Bulldogs sostenitori dell'Újpest, storici rivali in Ungheria del Debrecen, ed i tifosi fiorentini, favorito dal colore sociale in comune, il viola.[50] Il gemellaggio tra le due tifoserie è stato ulteriormente rafforzato durante la partita di UEFA Conference League tra Ferencvaros e Fiorentina della stagione 2023/24. Un vasto numero di tifosi dell'Ujpest si sono uniti agli ultras della Curva Fiesole per sostenere la Fiorentina.

Nell'edizione 2009 della Champions League vi fu, da parte di una frangia di ultras, il tentativo di amicizia con il Liverpool, poi velocemente naufragato, in quanto vi erano forti sospetti che tale gemellaggio fosse voluto dalla tifoseria viola in "onore" della tragedia dell'Heysel. Altri legami britannici sono quelli con Aberdeen e Sheffield Weds.
La tifoseria della Fiorentina è stata legata amichevolmente anche ad altre tifoserie, come la Colligiana, ancora prima che in Italia nascesse il fenomeno ultras, c'era una sentita amicizia con gli sportivi della Colligiana, dovuta alla storica fratellanza tra le città di Colle di Val d'Elsa (città calcisticamente rappresentata soprattutto da Colligiana e Gracciano ) e Firenze, entrambi di tradizione guelfa. Secondo una storia popolare, il marchese Luigi Ridolfi Vay da Verrazzano si trovasse nella cittadina ospite di amici e che avesse assistito ad una partita di calcio della Colligiana. Dopo il dono delle maglie, un errato lavaggio avrebbe fatto cambiare i colori delle maglie che diventarono viola, il colore poi adottato ufficialmente dalla A.C. Fiorentina (la tinta fu invece cambiata per volere dello stesso Ridolfi dopo la sopraccitata amichevole con l'Ujpest). Resiste tutt'oggi (anche se non considerato o conosciuto dalla maggioranza della Curva) un rapporto di amicizia di antica data con i tifosi del Modena, nato per la comune avversione nei confronti del Bologna.

### Rivalità
- Juventus: la rivalità più forte e sentita dalla tifoseria viola, complice l'assenza di una "degna" rivale regionale. Questa ha origine negli anni cinquanta e sessanta del Novecento, quando la Fiorentina si trovava stabilmente nelle zone di vertice del calcio italiano.[56] Si è acuita ulteriormente durante i decenni, coi contestati episodi nell'epilogo del campionato 1981-82, con la finale di Coppa UEFA 1989-1990, la cessione di Roberto Baggio dalla squadra viola a quella bianconera nell'estate seguente[56][57] e le successive cessioni di Federico Bernardeschi, Federico Chiesa e Dušan Vlahović, l'inimicizia dei gruppi organizzati viola verso la Triade dirigenziale torinese acuitasi con lo scandalo calciopoli e, tra gli anni 2000 e 2010, l'astio sorto tra le famiglie dei Della Valle e degli Agnelli, che vantavano rispettivamente la maggioranza azionaria dei due club.[58] A testimonianza della rivalità vi sono stati anche alcuni cori e striscioni che dileggiavano la memoria delle 39 vittime (principalmente tifosi bianconeri) della strage dell'Heysel,[59][60][61] anche se gran parte dei sostenitori viola si sono dissociati da certi cori e striscioni offensivi. Nel febbraio 2020 inoltre c'è stato un altro punto focale di questa rivalità: dopo la gara persa dai viola per 3-0 contro i bianconeri, il presidente Rocco Commisso si è presentato furioso in conferenza stampa contro il metodo di arbitraggio che ha assegnato 2 rigori ai piemontesi (poi realizzati da Cristiano Ronaldo), in risposta all'italoamericano è intervenuto il dirigente juventino Pavel Nedved intimando alla calma Commisso dicendo "Rocco deve prendersi un tè per calmarsi", parole poco digerite dal patron della Fiorentina; sempre durante quella partita la curva juventina si è lasciata andare a cori diretti contro il compianto Davide Astori, denunciati però dalla stessa società bianconera e dal capitano Giorgio Chiellini data la presenza della squadra al funerale dell'ex difensore.

- Inter e  Milan: con l'Inter nacque un legame negli anni Cinquanta, ma terminò nel 1988 (ora rivalità[30]), quando, nel corso della sessione estiva di calciomercato, la Fiorentina cedette alla squadra milanese Berti.[62] Durante l'esistenza di tale legame conseguì l'inasprimento delle tensioni con i rossoneri.

- Napoli: alla fine degli anni sessanta (dal 1967-1968 in poi) e negli anni Settanta i napoletani arrivavano in gran numero all'Artemio Franchi andando ad occupare la Curva Fiesole proprio nel periodo in cui si stavano imponendo gli Ultras nello stesso settore dello Stadio, secondo l'interpretazione di molti erano proprio i partenopei a creare problemi sempre maggiori di ordine pubblico, dopo qualche anno di spadroneggiamento gli azzurri vennero sopraffatti dagli Ultras che costrinsero gli ospiti a spostarsi in Curva Ferrovia; proprio in quegli anni furono messe le basi per la rivalità con i napoletani. Tale rapporto è reso difficile anche dal gemellaggio dei viola con il Verona giunto tra l'altro dopo una breve ma asperrima rivalità, rapporto d'amicizia comunque precedente a tali "affronti" napoletani. Inoltre, durante gli anni ottanta, i partenopei erano gemellati con i pisani, questi ultimi rivali dei fiorentini per la vicinanza tra le due città e per motivi storici extra-calcistici.

- Atalanta: rivalità assai sentita da molti anni, principalmente per la doppia finale di Coppa Italia del 1996, vinta dai gigliati, poi riaccesasi nell'era Gasperini e, nel 2023-24, in occasione dell'annuncio del rinvio del ritorno in campionato, a causa dell'infarto a Joe Barone (fischiato dalla curva nord) e la semifinale di ritorno di Coppa, sommersa da polemiche.[63]

- Genoa e  Sampdoria: tra i più antichi "nemici" dei tifosi viola vi sono i genoani (gemellati con i partenopei), da quando i tifosi viola si gemellarono con la Sampdoria.[30] Questo gemellaggio fu rotto nel 1992 quando alcuni tifosi della Samp in curva nord dello stadio Ferraris rubarono lo striscione da trasferta del CAV.

- Roma e  Lazio: frutto di un gemellaggio degli anni settanta conclusosi malamente, la rivalità con la Roma nacque da un episodio di striscioni rubati, azione che ogni tifoseria attribuisce all'altra.[30][64] L'ex-legame con i giallorossi non ha potuto quindi che generare ostilità reciproca con i laziali.

- Salernitana: nel 1998, durante una partita di Coppa UEFA della Fiorentina nel campo neutro dello Stadio Arechi,[30] degli individui evidentemente non situati nel settore fiorentino (alcuni pensarono ultras della Salernitana) gettarono un ordigno in campo e la UEFA eliminò a tavolino la squadra toscana, con non poche critiche e perplessità;[65] da quell'episodio ha avuto origine la rivalità, soprattutto da parte dei salernitani nei confronti dei fiorentini. Secondo altre fonti di opposta fazione, invece, la reazione dei tifosi granata, sfociata poi nell'esplosione dell'ordigno che colpì il quarto uomo ad una gamba portando alla sospensione della partita europea, risale al match di campionato giocato a Firenze pochi mesi prima, durante il quale ci furono lanci di oggetti ed "incontri ravvicinati" tra il settore ospiti e la Curva Ferrovia.

- Palermo: uno dei contrasti più antichi. Disordini ed invasioni di campo (con intervento delle forze dell'ordine) si verificarono a Palermo sia nel 1933 che nel 1946[66][67]. I contrasti si inasprirono nel 1996, quando le due squadre si incrociano ai quarti di finale di Coppa Italia, a causa di alcune dichiarazioni polemiche del presidente Cecchi Gori. Quella con i siciliani divenne una vera e propria rivalità grazie alla presenza costante dei rosanero in serie A, nei primi anni 2000; infatti, dopo i primi rancori palermitani dovuti al ripescaggio dei toscani in Serie B nell'estate del 2003, l'acredine sportiva si è acuita all'inizio del campionato 2005-06 in seguito al passaggio di Luca Toni dai rosanero ai Viola e a causa di alcuni episodi, in particolare un Palermo-Fiorentina del 2007 quanto il romeno Adrian Mutu segnò con un giocatore rosanero a terra, episodio culminato con uno sfogo televisivo dell'allenatore rosanero Francesco Guidolin proseguito poi con un violento battibecco a distanza con l'allora tecnico viola Cesare Prandelli. A fine partita, pareggiata dai rosanero grazie ad un gran goal di Edinson Cavani (all’esordio in Serie A), il presidente Maurizio Zamparini definì il numero 10 della Fiorentina “uno zingaro” e i Viola “sciacalli”, suscitando grandi polemiche.[30][68] Queste non mancarono neanche nell'incontro della stagione 2008-2009, dove la Fiorentina si impose per 1-3 al Barbera e ad aprire le marcature fu Alberto Gilardino, che si è aiutato con un tocco con il braccio.

- L.R. Vicenza e  Venezia: le due rivali principali regionali del Verona per numero di precedenti totali, con i biancorossi è dovuta al legame con il Pescara e il confronto del 1996 con la quaterna di Marcelo Otero, mentre con i lagunari è complice la fratellanza con la Salernitana.

Complice il legame dei gigliati con gli scaligeri si aggiungono acredine con il Brescia e rivalità meno sentite anche con Udinese, Avellino, Ascoli, Cesena, Cagliari, Padova, Pescara e Ternana (anch'essa legata al Venezia).
La vicinanza di Firenze con altre città dell'Italia centrosettentrionale ha portato a considerare gli incontri sportivi tra queste dei veri e propri derby;
- Bologna: il più famoso e storico è quello che viene chiamato, prevalentemente dai giornalisti, il Derby dell'Appennino, giocato tra Fiorentina e Bologna, nato per motivi storico-geografici (le due città sono distanti meno di 100 km in linea d'aria sull'asse sud-nord e sono separate dall'intero Appennino tosco-emiliano).[30] Il primo derby ufficiale fra le due squadre si disputò a Firenze, nello stadio di via Bellini, il 25 novembre 1928, terminato 2-3 per i rossoblu.[70]

- Pisa: la rivalità tra il Pisa e la Fiorentina ha radici molto lontane risalenti anch'esse al medioevo, infatti le due città patteggiavano per due opposte fazioni: Pisa per i Ghibellini e Firenze per i Guelfi. Inoltre Firenze, fulcro dell'economia toscana ma senza sbocco marittimo, fu costretta a pagare dazi onerosi ai pisani per effettuare scambi commerciali marittimi fino a quando non decise di puntare tutto su Livorno, scavalcando Pisa ed aumentando l'odio tra le due città[71]. Nel 2015 questa rivalità è tornata in auge con la notizia della fusione tra l'aeroporto pisano e quello fiorentino scatenando le proteste della piazza pisana[72][73]. Anche qui come per il derby con il Livorno ci sono stati vari scontri nel corso degli anni, soprattutto, vista la differenza di categoria, all'epoca della Serie A nerazzurra[74].

- Livorno: recente amicizia di alcuni tifosi viola con i livornesi in chiave anti-pisana durata poco, fine dovuta a reciproche incomprensioni e al gemellaggio tra fiorentini e veronesi.

- Siena: la rivalità con i bianconeri dà origine al derby guelfi-ghibellini, è dovuta alle battaglie medioevali tra guelfi e ghibellini ed è sentita soprattutto da quella parte di tifosi del Siena che si definiscono "filo-ghibellini";[75] molto citate le storiche battaglie tra guelfi e ghibellini, come quella avvenuta a Montaperti nel 1260, vinta dai ghibellini senesi e quella di Colle Val d'Elsa nel 1269, vinta dai guelfi fiorentini uniti ai guelfi colligiani,[75] inoltre la provincia di Siena è quella con il maggior numero di sostenitori viola, subito dopo quella di Firenze, vedendo così un "derby nel derby".[55][75]

- Empoli: il derby dell'Arno è un derby provinciale, che vede di fronte Fiorentina ed Empoli;[76] la cittadina in linea d'aria è distante dal capoluogo toscano circa 22 km[77] e sono unite appunto dal fiume Arno. Il primo derby, giocato il 30 novembre 1986, vide la vittoria dell'Empoli per 1-0.[78]